# Det Kongelige Danske Landhusholdningsselskab
Det Kongelige Danske Landhusholdningsselskab är äldst bland de danska lantbrukssällskapen. Det grundades 1769, 30 år tidigare än den första landboföreningen, och existerar fortfarande.
Sällskapets inrättande var ett utslag av dåtidens agrarrörelser; runt om i Europa inrättades i mitten av 1800-talet lantekonomiska sällskap, bland annat i England 1753 och i Frankrike 1761. Som det danska sällskapets stiftandesdag räknas 29 januari 1769. Dess tillkomst berodde främst på patriotiska strävanden, som utvecklades av män, som inte var direkt knutna till lantbruket, men som hade en klar blick för att få detta, som de andra borgerliga näringar, upphjälpt. Om någon enskild skall nämnas som sällskapets egentlige stiftare, blir det statsekonomen Chr. Martfeldt, som strax valdes till dess sekreterare och författade Plan og Indretning for det danske Landhusholdningsselskab, oprettet for at opmuntre ved Priser og Præmier Landmanden, Kunstneren og Haandværksmanden udi Hans Kongelige Majestæts samtlige Riger og Lande. Sällskapet stiftades inte enbart för lantbruket, men även för konsten och hantverket, för handeln och fisket, dock lade det från början huvudvikten på lantbruket, och under 1800-talet utgick de verksamhetsgrenar, som inte står i nära förbindelse med detta, och efterhand som landboföreningarnas verksamhet tilltog, inskränktes verksamheten till att främst omfatta större lantekonomiska uppgifter. År 1872 bringades sällskapet genom en stadgerevision i omedelbar förbindelse med landboföreningarna.
Sällskapet fick från början vind i seglen. En del framstående män anmälde sig, kungen gav det ett särskilt tillskott, det fick portofrihet och lokaler anvisade i Prinsens Palæ och Johann Hartwig Ernst von Bernstorff blev president. Det fick snabbt inflytande och betydelse för lantbrukets utveckling. Sällskapet höll sig utanför den strid som föregick landboreformerna i slutet av 1700-talet, men dess verksamhet blev av stor betydelse inte enbart för lantbrukets tekniska utveckling, utan även genom att regeringskollegierna ofta inhämtade dess betänkanden och följde dess råd.
Sällskapet började med att verka för potatis- och klöverodling, för inrättandet av mindre tegelbruk, det utlyste prisuppgifter, det gav stöd till landboflit et cetera. Redan hösten 1770 tog sällskapet upp frågan om svingplogens införande, och framfor någon knöt det sitt namn till genomförandet av denna reform, en av de mest betydelsefulla i det danska lantbrukets tekniska utveckling.
Sällskapet bidrog i hög grad till upplysningen bland danska lantmän. Redan 1820 inleddes det sin lärlingsverksamhet, varmed unga bondsöner genom sällskapet placerades som lärlingar hos framstående lantmän, något som i hög grad bidrog till de mindre jordbrukares praktiska utbildning. Sällskapet medverkade i hög grad till att den första danska lantbruksskolan, Frijsendal på Jylland, inrättades av Niels Bygum Christian Krarup 1837, och man gav även stöd till inrättandet av andra läroanstalter och medverkade till Landbohøjskolens tillkomst (1858). Genom sitt, vid dess 100-årsjubileum stiftade fond för lantmäns utbildning hjälpte det obemedlade unga lantmän till att studera på Landbohøjskolen.
Sällskapet utgav eller gav stöd till en mängd lantbruksskrifter - från de alltsedan 1782 i almanackan årligen publicerade avhandlingarna och de 19 amtsbeskrivningarna (avslutade 1844) till de 1888 påbörjade Landboskrifter, som utgavs med understöd av det Raben-Levetzauske fond. Sällskapet startade även 1857 en föredragsverksamhet som ofta kastade vetenskapens ljus över lantbruket.
Vissa uppgifter tog sällskapet initiativ till, inledde och fortsatte, tills staten övertog dem. Detta gäller bland annat utbildningen och avlöningen av lantbrukskonsulenter, som sällskapet upptog, tills deras verksamhet hade vunnit en så allmänt erkännande, att staten övertog deras lön. Andra uppgifter främjades, tills de kunde hänvisas till specialföreningar; således verkade det för utbildning i ängsbevattning för unga lantmän och för trädplantering på Jylland, tills Hedeselskabet bildades (1866). Andra uppgifter och försök, på jordbrukskemins område, till växtkulturens främjande etc förde sällskapet fram genom egna, eller väsentligen genom egna krafter. Under lång tid bedrev sällskapet också mycket omfattande och betydelsefullt arbete för att förbättra lantbrukets exportvillkor och stod som det danska lantbrukets naturliga representant inför utlandet och regeringen.